# Manoel Vitorino
Manoel Vitorino là một đô thị thuộc bang Bahia, Brasil. Đô thị này có diện tích 2400,228 km², dân số năm 2007 là 16470 người, mật độ 6,9 người/km².